# Ostiário (título bizantino)
Ostiário (em grego: ὀστιάριος; romaniz.: óstiários; em latim: ostiarius; "porteiro, arrumador") era uma dignidade cortesã bizantina reservada para oficiais palacianos eunucos. O Pátria menciona um ostiário chamado Antíoco no século VI na época do imperador Justiniano I (r. 527–565), e um selo do século VII registra um ostiário e cubiculário (servo do dormitório imperial). Como uma dignidade pura, a ser ostentada junto com ofícios próprios, o ostiário é primeiro mencionado em fontes histórias no ano de 787. Nesta altura, o título parece ter se firmado como uma dignidade, embora ainda haja menção de que sendo uma função ativa, tal como no Cletorológio de 899 de Filoteu onde um "ostiário imperial" executava a função de um arrumador.
A dignidade era um título atribuído (em grego: δια βραβείου άξια; romaniz.: dia axia brabeiou), com uma faixa de ouro com um alça adornada como sua insígnia característica (brábio). Era a quarta menor dignidade para eunucos, acima do espatarocubiculário e abaixo do primicério, e era reservado especialmente para eles. Era mais frequentemente atribuída aos funcionário de nível médio, tais como os protonotários. A dignidade é mencionada pela última vez em 1086. Nicolas Oikonomides conclui que deve ter desaparecido no final do século XI, embora outro ostiário é mencionado em 1174 e alguns selos tem sido datados do século XII e possivelmente até do século XIII.